# Jurij Triegubow
Jurij Andriejewicz Triegubow, ros. Юрий Андреевич Трегубов (ur. 23 marca 1913 r. w Sankt Petersburgu, zm. 27 lutego 2000 r. we Frankfurcie nad Menem) – rosyjski emigracyjny działacz polityczny, pisarz i tłumacz, propagandysta Abwehry, a następnie szef kancelarii szefa sztabu Sił Zbrojnych Komitetu Wyzwolenia Narodów Rosji gen. Fiodora I. Truchina podczas II wojny światowej.

## Życiorys
W 1919 r., po konfiskacie przez bolszewików rodowego majątku ziemskiego w guberni włodzimierskiej, jego rodzina przeniosła się do Moskwy. W 1926 r. J. A. Triegubow wyjechał do Niemiec, gdzie ukończył szkołę średnią w Berlinie. W 1934 r. wstąpił do Narodowego Związku Pracujących (NTS). Po ataku wojsk niemieckich na ZSRR 22 czerwca 1941 r., rozpoczął pracę jako tłumacz w Ministerstwie Rzeszy do Spraw Okupowanych Terytoriów Wschodnich Alfreda Rosenberga. Następnie służył obozie szkoleniowym Abwehry w Zittenhorst pod Berlinem, gdzie prowadził szkolenia propagandowe dla sowieckich jeńców wojennych. W 1944 r. otrzymał niemieckie obywatelstwo. W celu uniknięcie zmobilizowania do Wehrmachtu pod koniec 1944 r. wstąpił do Sił Zbrojnych Komitetu Wyzwolenia Narodów Rosji. Pełnił funkcję szefa kancelarii gen. Fiodora I. Truchina. Na początku maja 1945 r. został schwytany przez Czechów, którzy przekazali go Amerykanom. Pracował w kopalni w zachodnich Niemczech, gdzie w 1946 r. został ciężko ranny. Następnie został tłumaczem z języka rosyjskiego i niemieckiego dla wojsk alianckich okupujących Berlin Zachodni. 19 września 1947 r. został porwany przez sowieckich agentów MGB, którzy wywieźli go do ZSRR. Po procesie w październiku 1949 r., skazano go na karę śmierci, zamienioną w styczniu 1950 r. na 25 lat łagrów na Workucie. W październiku 1955 r., po umowie władz zachodnioniemieckich z sowieckimi w sprawie niemieckich jeńców wojennych, powrócił do Niemiec. Zamieszkał we Frankfurcie nad Menem. W 1957 r. opublikował swoje wspomnienia z pobytu w ZSRR pt. "Восемь лет во власти Лубянки". Prowadził wykłady i odczyty na ten temat. Od początku lat 60. pisał po rosyjsku powieści, które następnie wraz z żoną tłumaczył na niemiecki. Ogółem wyszło 13 powieści pod wspólnym tytułem "Сквозь очищающий огонь" ("Durch die reinigende Flamme").

## Twórczość
- "Восемь лет во власти Лубянки", 1956
- "Der letzte Ataman", 1967
- "Vampir", 1971
- "Gespenster in Frankfurt", 1974
- "Wladimirischina", 1976
- "Die blutige Ikone", 1978
- "Geld", 1979
- "Notizen eines Pechvogels", 1981
- "Hauptwache", 1983
- "Die wundersamen Erlebnisse des Aristarch Trofimowitsch Jermolow", 1984
- "Der große Einsatz", 1985
- "Schnapsi", 1988
- "Die Idee des Doktor Kologriwow", 1990
- "Gedichte und Erzählungen zur russischen Geschichte", 1991